# Fuerte de Jaisalmer
El fuerte de Jaisalmer es una antigua fortaleza india de origen medieval situada en la ciudad de Jaisalmer, en el estado de Rajasthan. Se cree que es uno de los pocos «fuertes vivos» del mundo (como Carcassonne, Francia), ya que casi una cuarta parte de la población de la ciudad vieja todavía residen en su interior. Durante la mayor parte de sus 860 años de historia, el fuerte fue la propia ciudad de Jaisalmer y los primeros asentamientos fuera de los muros, para acomodar a una creciente población, surgieron en el siglo XVII.
El fuerte de Jaisalmer es el segundo fuerte más antiguo de Rajastán, construido en 1156 por el gobernante rajput Rawal Jaisal,  de quien deriva su nombre. Se encontraba en el cruce de importantes rutas comerciales (incluida la antigua Ruta de la seda) en medio de la extensión arenosa del gran desierto de Thar, sobre la colina Trikuta. Hoy se encuentra a lo largo del borde sur de la ciudad; su ubicación dominante en la cima de una colina hace que las torres en expansión de sus fortificaciones sean visibles a muchos kilómetros a la redonda.
Los enormes muros de arenisca amarilla del fuerte tienen un color leonado durante el día, que se difumina a un dorado miel a medida que se pone el sol, camuflando así el fuerte en el desierto amarillo. Por eso también se le conoce como  Sonar Quila o Golden Fort. El nombre de Sonar Quila (en bengalí, 'fortaleza dorada') fue popularizado por los turistas después de la famosa película bengalí del mismo nombre, que fue filmada en el fuerte por el eminente cineasta Satyajit Ray. 
En 2013, en la 37.ª sesión del Comité del Patrimonio Mundial celebrada en Phnom Penh, Camboya, el Fuerte de Jaisalmer, junto con otros cinco fuertes de Rajastán, fue declarado Patrimonio de la Humanidad por la UNESCO como integrante del grupo «Fuertes de las colinas del Rajastán».

## Historia

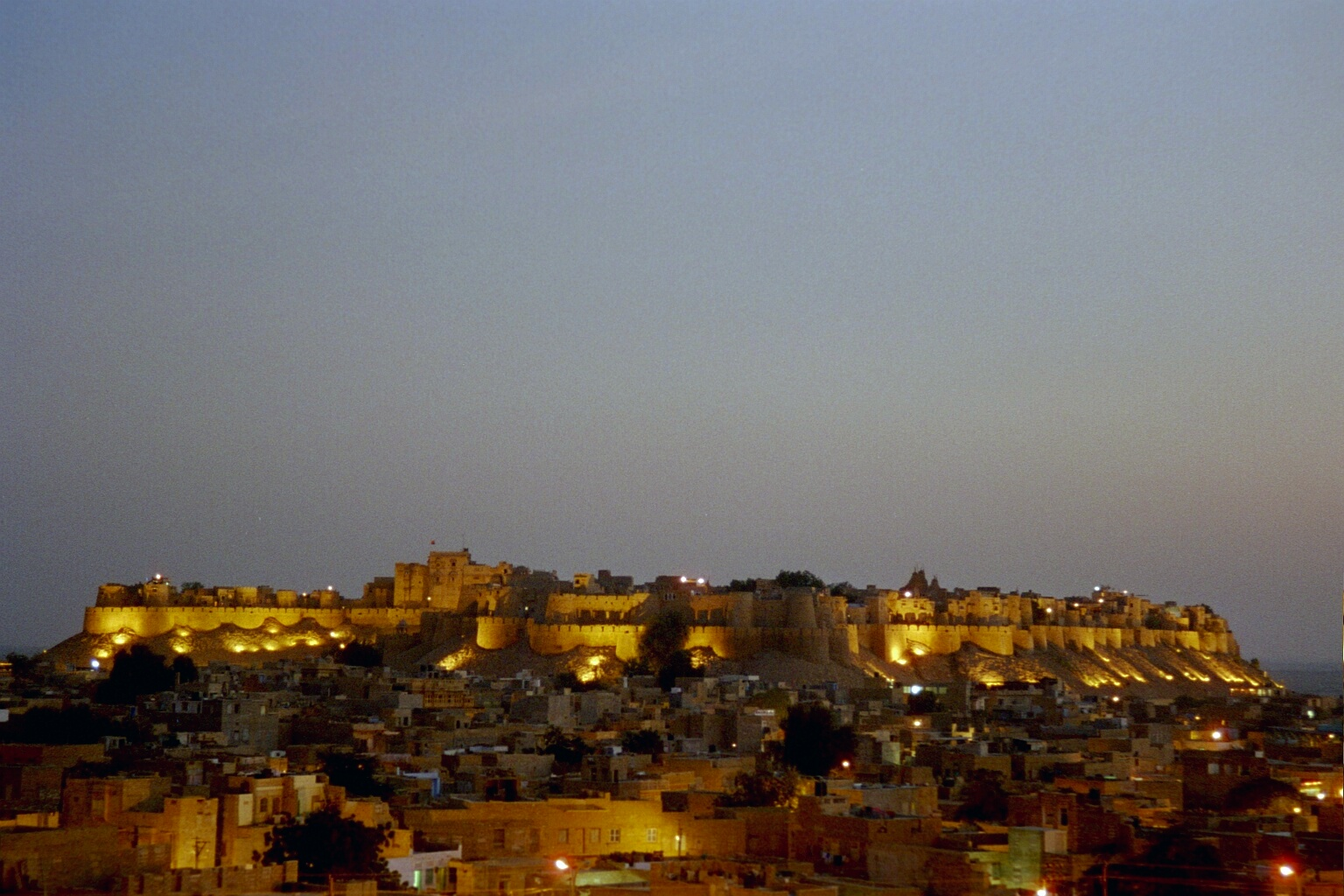
Una vista de la fortaleza sobre la ciudad, por la noche

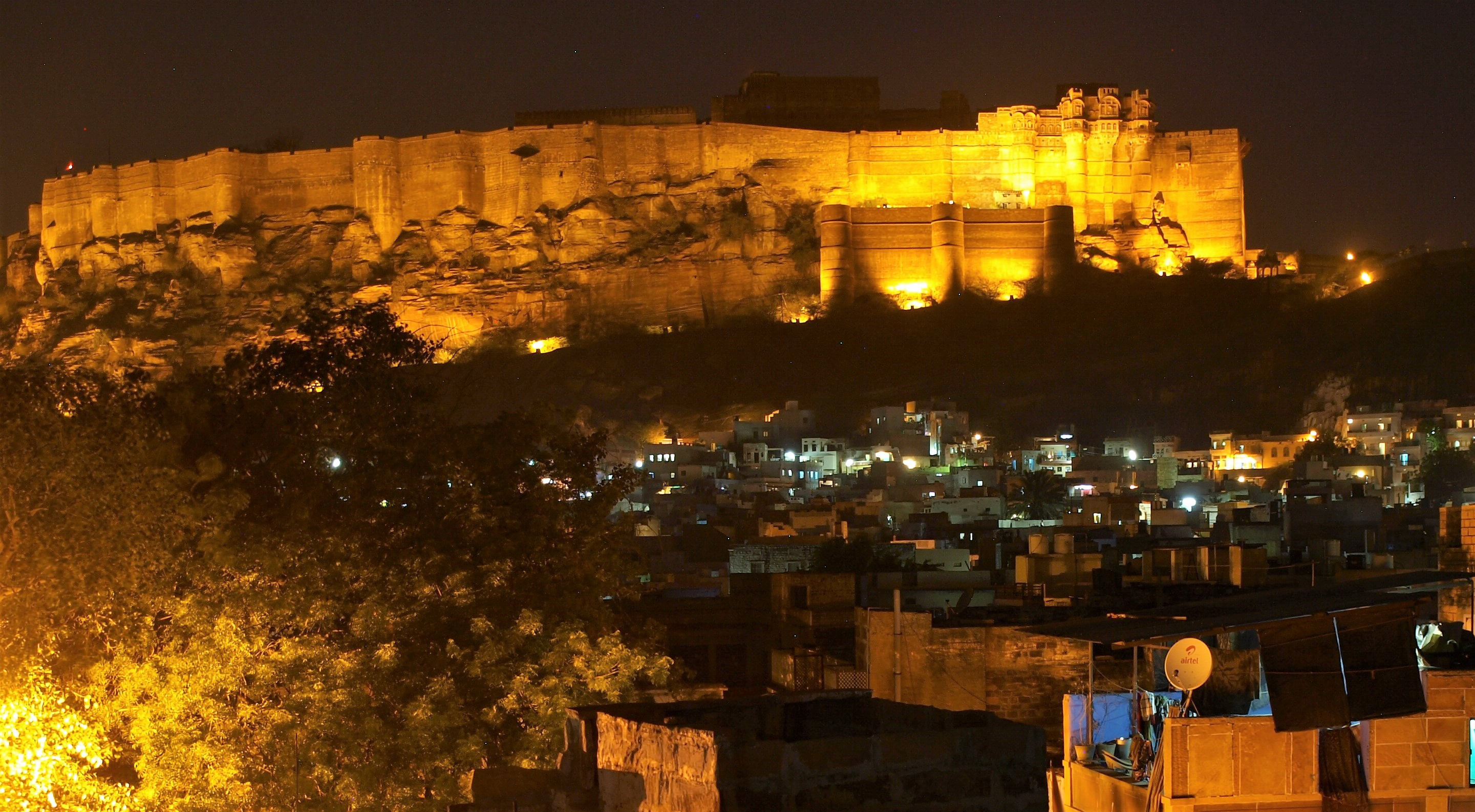
Fuerte de Jaisalmer por la noche

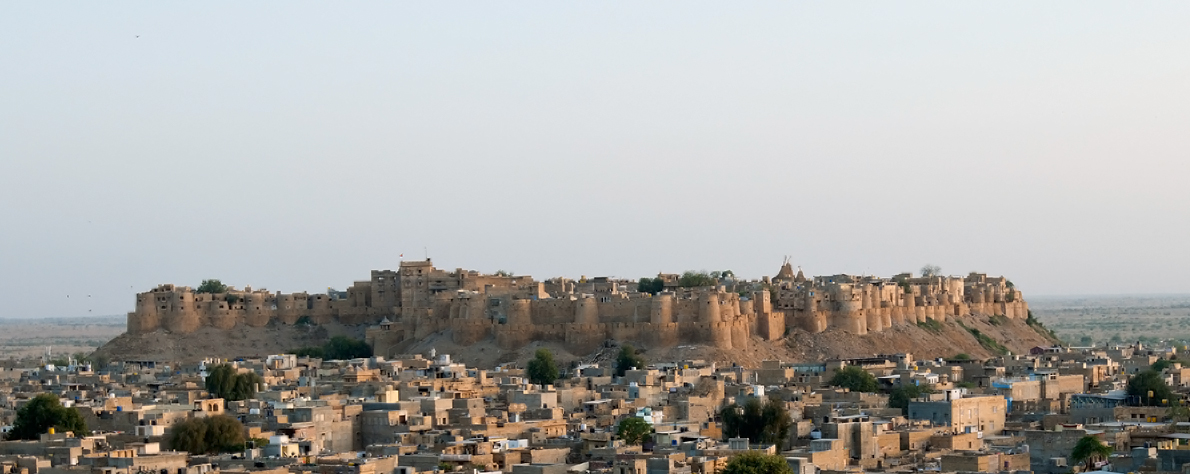
Fuerte de Jaisalmer

La tradición dice que el fuerte fue construido por Rawal Jaisal, un rajput Bhati, en 1156. y que reemplazó una construcción anterior en Lodhruva, con la que Jaisal no estaba satisfecho y, por lo tanto, estableció una nueva capital fundando la ciudad de Jaisalmer.
Alrededor de 1299, Rawal Jait Singh I enfrentó un largo asedio de Alauddin Khalji, del sultanato de Delhi, quien se dice que había sido provocado por una incursión de Bhati a su caravana del tesoro. Al final del asedio, enfrentando una derrota segura, las mujeres rajputs Bhati cometieron  jauhar, y los guerreros masculinos, bajo el mando de Mularaja, encontraron su final fatal en la batalla con las fuerzas del sultán. Durante algunos años después del asedio exitoso, el fuerte permaneció bajo el dominio del sultanato de Delhi, antes de ser finalmente ocupado de nuevo por algunos bhatis supervivientes.
Durante el reinado de Rawal Lunakaran, alrededor de 1530-1551, el fuerte fue atacado por un jefe afgano, Amir Ali. Cuando a Rawal le pareció que estaba peleando una batalla perdida, asesinó a sus mujeres porque no había tiempo suficiente para organizar un jauhar. Trágicamente, los refuerzos llegaron inmediatamente después de la hazaña y el ejército de Jaisalmer salió victorioso en la defensa del fuerte.
En 1541, Rawal Lunakaran también luchó contra el emperador mogol Humayun cuando este último atacó el fuerte en su camino a Ajmer. También ofreció a su hija en matrimonio a Akbar. El fuerte permaneció bajo el control de los mogoles hasta 1762 cuando Maharawal Mulraj tomó el control del fuerte.
El tratado entre la Compañía Británica de las Indias Orientales y Mulraj el 12 de diciembre de 1818 permitió a Mulraj retener el control del fuerte y le proporcionaba protección contra cualquier invasión. Después de la muerte de Mulraj en 1820, su nieto Gaj Singh heredó el control del fuerte.
El advenimiento del dominio británico, la aparición del comercio marítimo y el crecimiento del puerto de Bombay llevaron al declive económico gradual de Jaisalmer. Después de la Independencia  y la Partición de la India, la antigua ruta comercial se cerró por completo, por lo que la ciudad perdió definitivamente su antiguo papel de importancia en el comercio internacional. No obstante, la importancia estratégica de Jaisalmer quedó demostrada durante las guerras de 1965 y 1971 entre India y Pakistán.[cita requerida]
Aun cuando Jaisalmer ya no es una importante ciudad comercial ni un puesto militar, se ha convertido en un importante destino turístico. Inicialmente, toda la población de Jaisalmer vivía dentro del fuerte, y hoy en día el antiguo fuerte aún conserva una población residente de unas 4000 personas que en su mayoría descienden de las comunidades brahmán y rajput. Esas dos comunidades sirvieron como mano de obra de los antiguos gobernantes Bhati del fuerte, cuyo servicio luego autorizó a los trabajadores a residir en la cima de la colina y dentro de los muros del fuerte. Con el lento aumento de la población del área, muchos de los residentes de la ciudad se mudaron gradualmente al pie de la colina Trikuta. Desde allí, la población de la ciudad se ha extendido en gran medida más allá de los antiguos muros del fuerte y hacia el valle adyacente que se encuentra debajo.

El Fuerte de Jaisalmer acoge en su interior numerosas viviendas, templos y negocios. Paseando por sus calles interiores verás a niños jugando, mujeres locales hablando, comerciantes abriendo sus negocios, vacas deambulando,… es una como una pequeña población rodeada de una inmensa muralla.

## Arquitectura

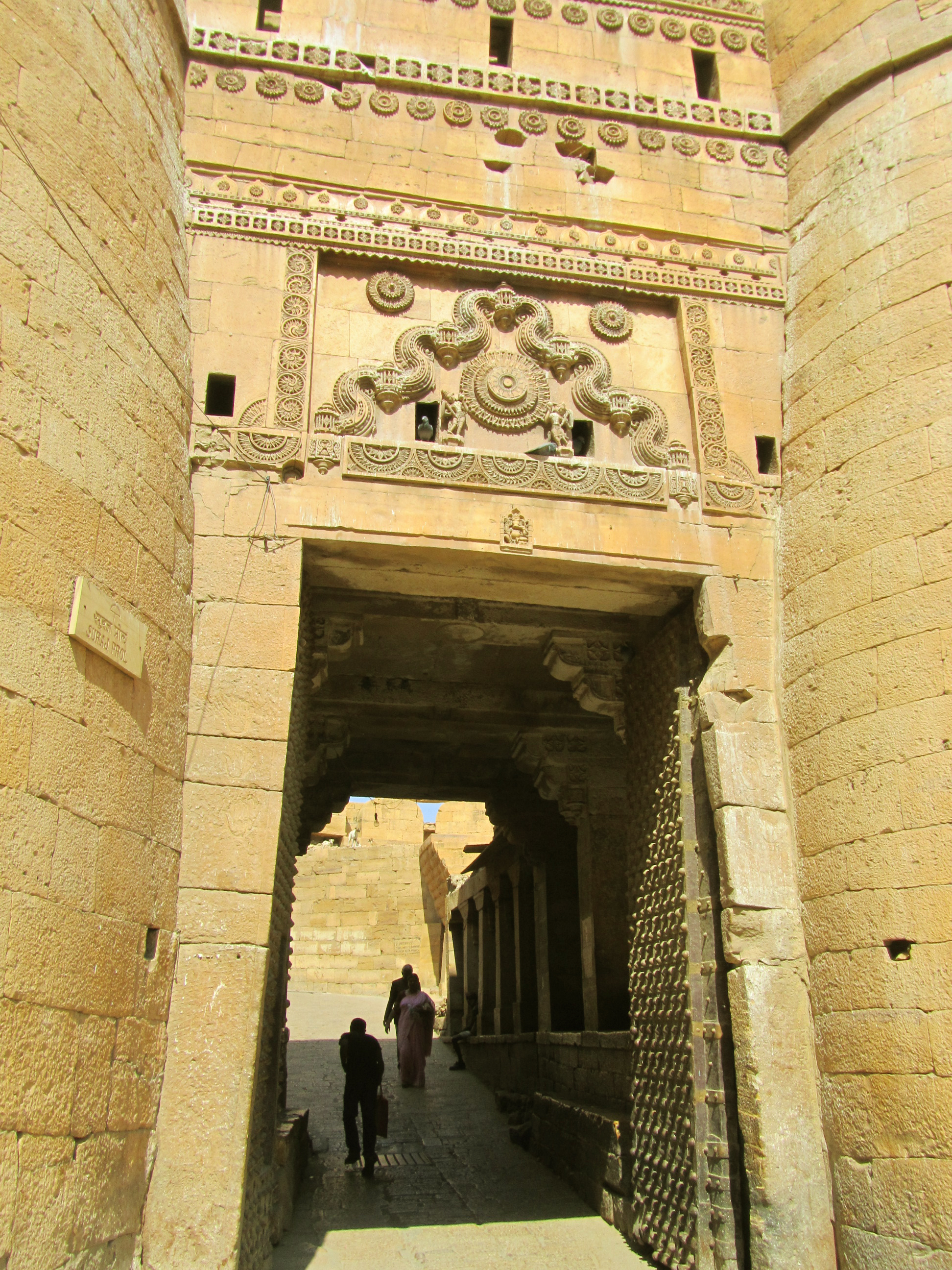
Suarj Pol, una de las puertas de entrada al fuerte de Jaisalmer

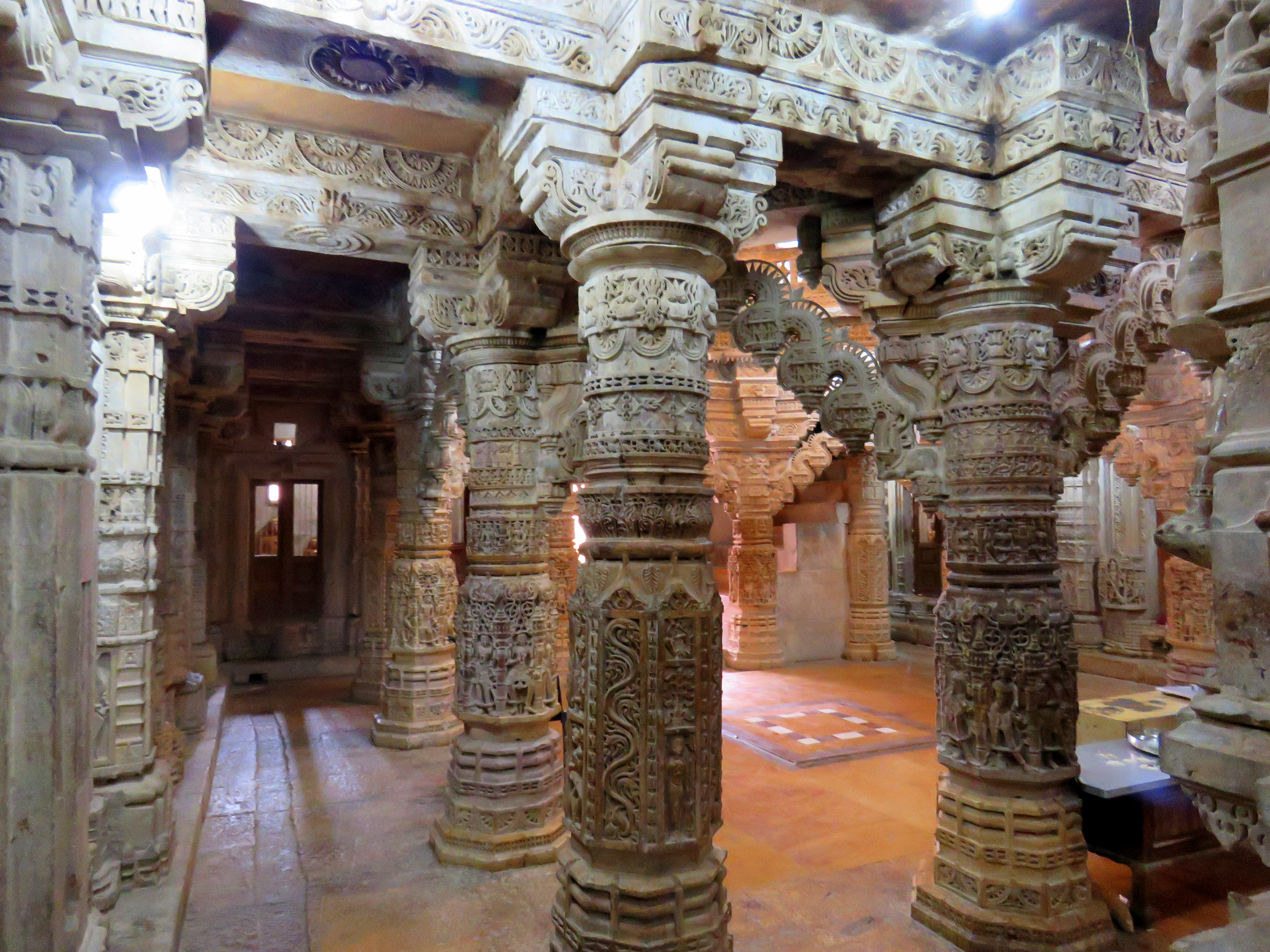
Corredor del templo jainista del fuerte de Jaisalmer

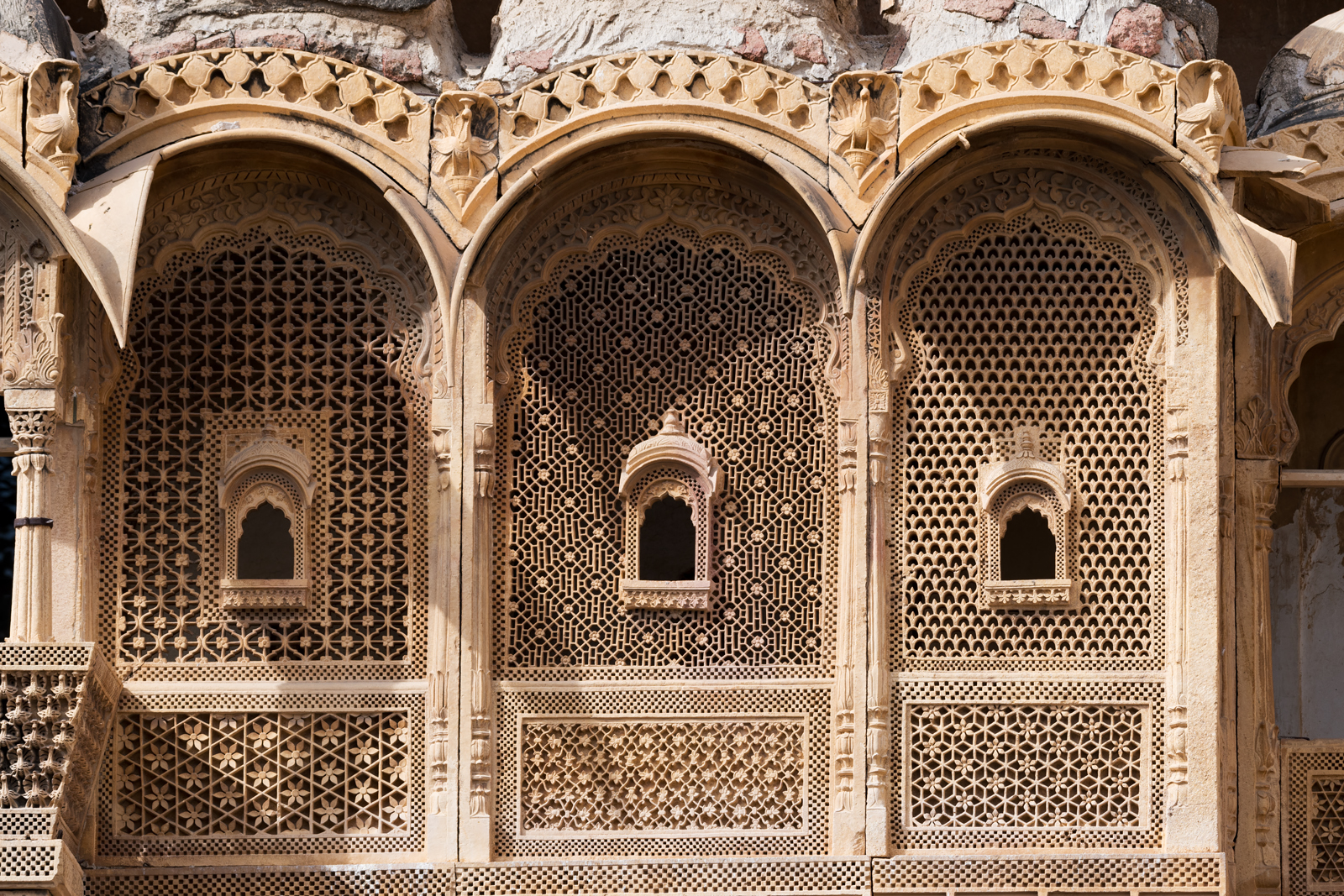
Jharokhas en el fuerte de Jaisalmer

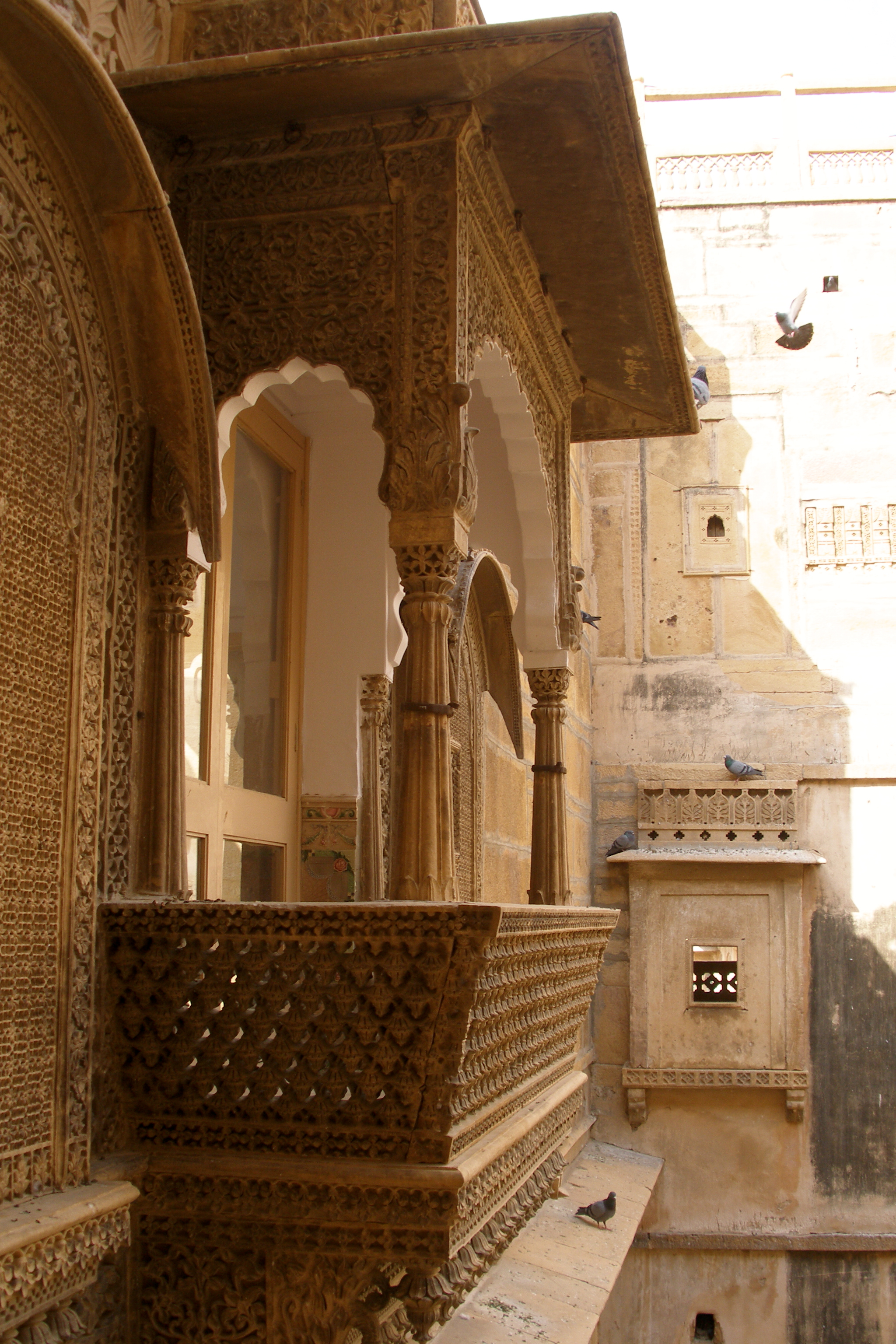
Havelis en el fuerte de Jaisalmert

El fuerte tiene 460 m de largo y 230 m de ancho y está construido sobre una colina que se eleva a una altura de 76 m sobre el campo circundante. La base del fuerte tiene un alto muro de 4,6 m que forma el anillo exterior del fuerte, parte de su defensa de triple anillo. Los bastiones o torres superiores forman un perímetro defensivo de muro interior que tiene aproximadamente 4,0 kmde largo. El fuerte ahora incorpora 99 baluartes, de los que 92 fueron construidos o reconstruidos sustancialmente entre el período de 1633-1647. El fuerte también tiene, desde el lado de la ciudad, cuatro entradas o puertas fortificadas, una de ellas un tiempo protegida por cañones. Otros puntos de interés dentro de los muros y terrenos del fuerte son:
- Cuatro enormes puertas de entrada por las que deben pasar los visitantes del fuerte, situadas junto al acceso principal a la ciudadela;
- el palacio Raj Mahal, antigua residencia del Maharawal de Jaisalmer;
- Templos jainistas: dentro del fuerte de Jaisalmer, hay 7 templos jainistas construidos con arenisca amarilla durante los siglos XII-XVI.[10][11]  Askaran Chopra de Merta construyó un enorme templo dedicado a Sambhavanatha. El templo tiene más de 600 ídolos con muchas escrituras antiguas.[12]  Chopra Panchaji construyó el templo Ashtapadh dentro del fuerte.[13]
- El templo Laxminath de Jaisalmer, dedicado a la adoración de los dioses Lakshmi y Vishnu.
- Numerosas havelis comerciales. Estas son casas grandes a menudo construidas por ricos comerciantes en pueblos y ciudades rajasthani en el norte de la India, con tallas de piedra arenisca ornamentadas. Algunas havelis tienen muchos cientos de años. En Jaisalmer hay muchas havelis elaboradas talladas en arenisca amarilla. Algunos tienen muchos pisos e innumerables habitaciones, con ventanas, arcos, puertas y balcones decorados. Algunas havelis son hoy museos, pero la mayoría de las que se encuentran en Jaisalmer todavía están habitadas por las familias que las construyeron. Entre estos se encuentra el Vyas haveli, construido en el siglo XV, que aún está ocupado por los descendientes de los constructores originales. Otro ejemplo es el palacio Shree Nath que habitó el primer ministro de Jaisalmer. Algunas de las puertas y techos son ejemplos notables de madera tallada antigua de hace muchos cientos de años.

El fuerte tiene un ingenioso sistema de drenaje llamado ghut nali que permite la evacuación del agua de lluvia lejos del fuerte en las cuatro direcciones.El paso de los años, las actividades de construcción desordenadas y la construcción de nuevas carreteras han reducido considerablemente su eficacia.

## Cultura
El fuerte tiene numerosos restaurantes, con cocina italiana, francesa y nativa. El famoso director de cine indio Satyajit Ray escribió Sonar Kella  (La Fortaleza Dorada), una novela de detectives, basada en el fuerte y luego la filmó aquí. La película se convirtió en un clásico y muchos turistas de Bengala y de todo el mundo visitan el fuerte anualmente para experimentar por sí mismos el mundo que Ray retrató en la película.  Seis fuertes de Rajastán —Amber, Chittorgarh, Gagron, Jaisalmer, Kumbhalgarh y Ranthambore— se incluyeron en el sitio del Patrimonio Mundial de la UNESCO durante la 37.ª reunión del Comité del Patrimonio Mundial en Phnom Penh en junio de 2013. Fueron reconocidos como una propiedad cultural serial, ejemplos de la arquitectura militar de las colinas de Rajput.

## Restauración

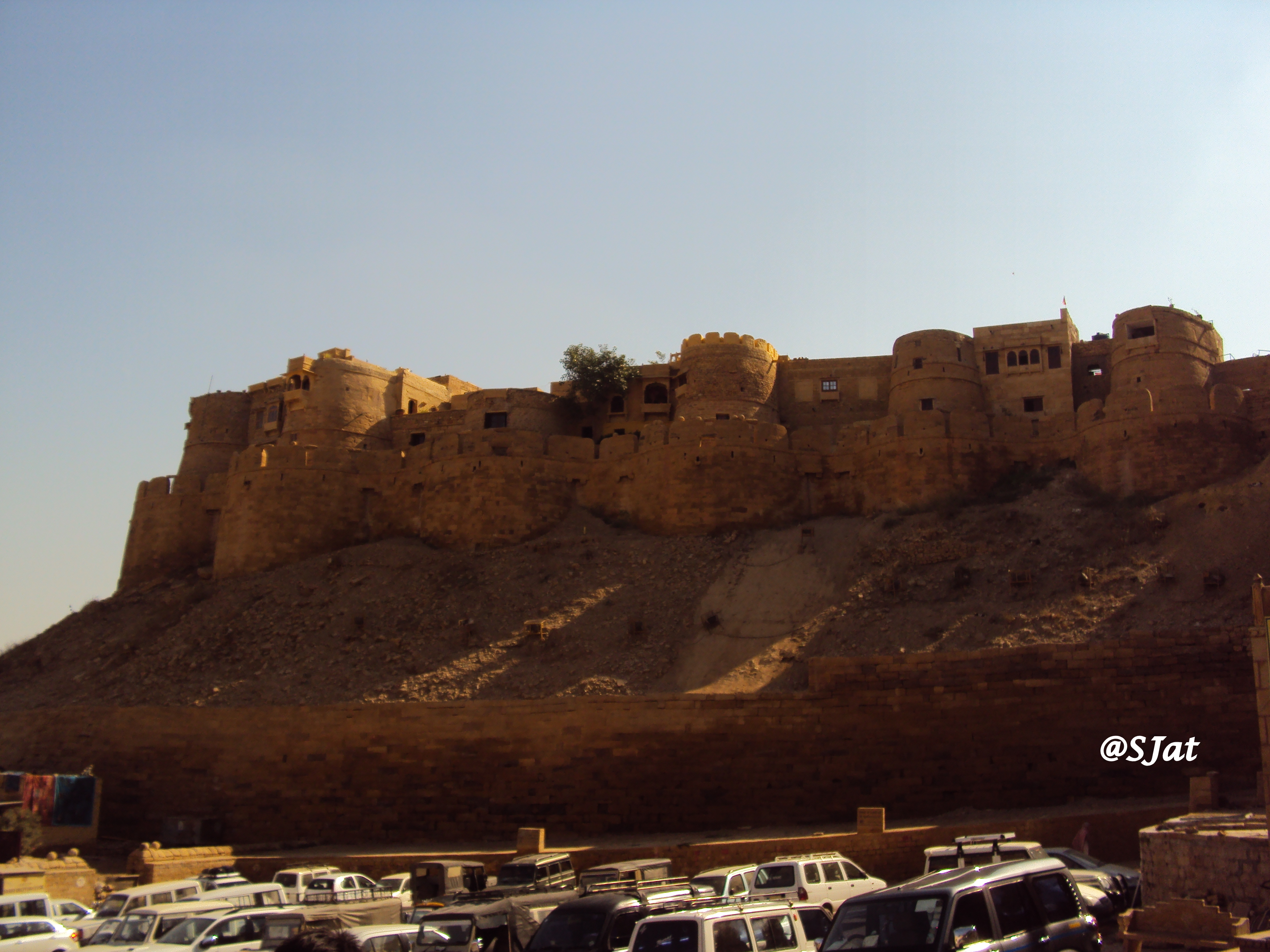
Fuerte de Jaisalmer (desde Sonargadh)

El fuerte de Jaisalmer enfrenta hoy múltiples amenazas, resultado de la creciente presión de la población: las filtraciones de agua, los servicios cívicos inadecuados, las casas abandonadas y la actividad sísmica alrededor de Trikuta Hill son las principales preocupaciones. A diferencia de la mayoría de los otros fuertes, el fuerte de Jaisalmer se ha construido sobre una colina de roca sedimentaria débil que hace que sus cimientos sean especialmente vulnerables a las filtraciones. A lo largo de los años, eso ha llevado al derrumbe de partes significativas del fuerte, como el palacio de la Reina o Rani Ka Mahal y de partes del muro exterior y de los muros inclinados inferiores.
El World Monuments Fund incluyó el fuerte en su World Monuments Watch de 1996 y nuevamente en los informes de 1998 y 2000 debido a las amenazas que representa el aumento de su población residente y al creciente número de turistas que lo visitan cada año. El fuerte es una de las atracciones turísticas más populares de Rajastán, con entre 500 y 600 000 turistas al año. Como resultado, está repleta de actividades comerciales y ha experimentado un gran crecimiento tanto en el tráfico humano como vehicular.
El World Monuments Fund y Jaisalmer in Jeopardy, una organización benéfica con sede en el Reino Unido, han llevado a cabo importantes trabajos de restauración. Según el antiguo presidente de INTACH, S.K. Misra, American Express ha donado más de $1 millón para la conservación del fuerte de Jaisalmer. La ausencia de una acción coordinada entre los distintos departamentos gubernamentales responsables de los servicios cívicos —el municipio local y el Servicio Arqueológico que se encarga del mantenimiento del fuerte— son un impedimento importante en su mantenimiento y restauración.

## Galería de imágenes

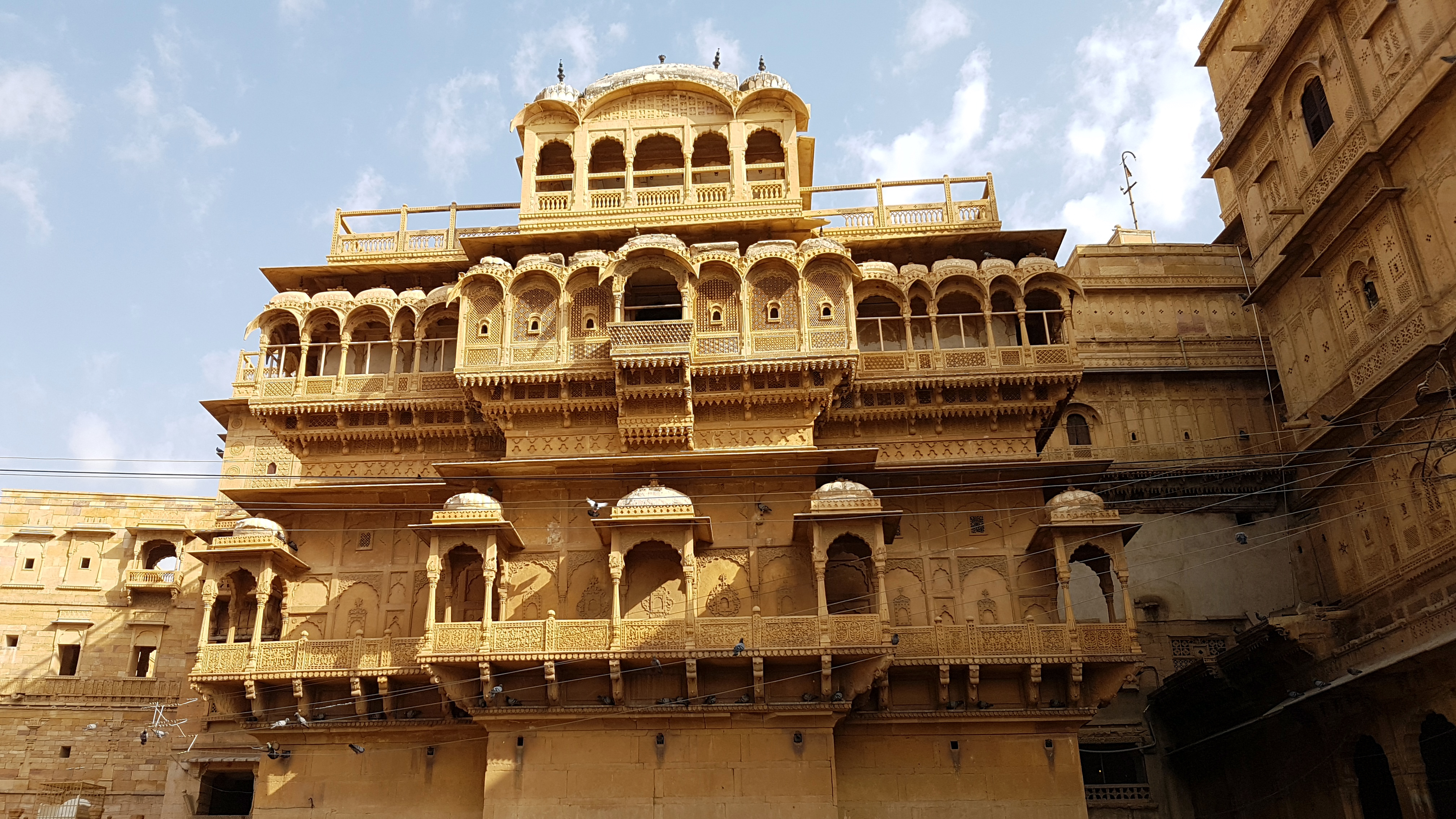
Palacio en el fuerte
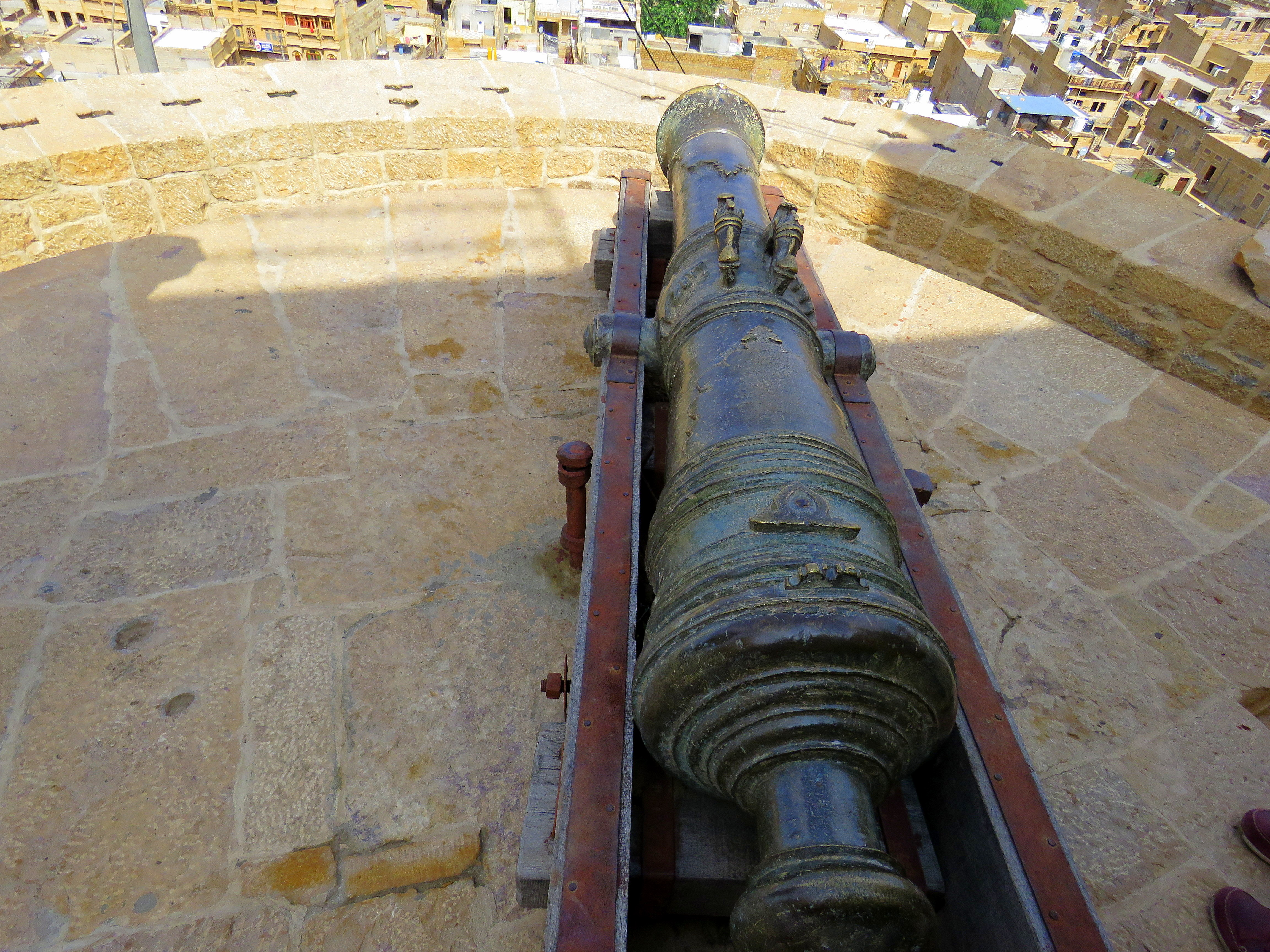
Cañón en el fuerte
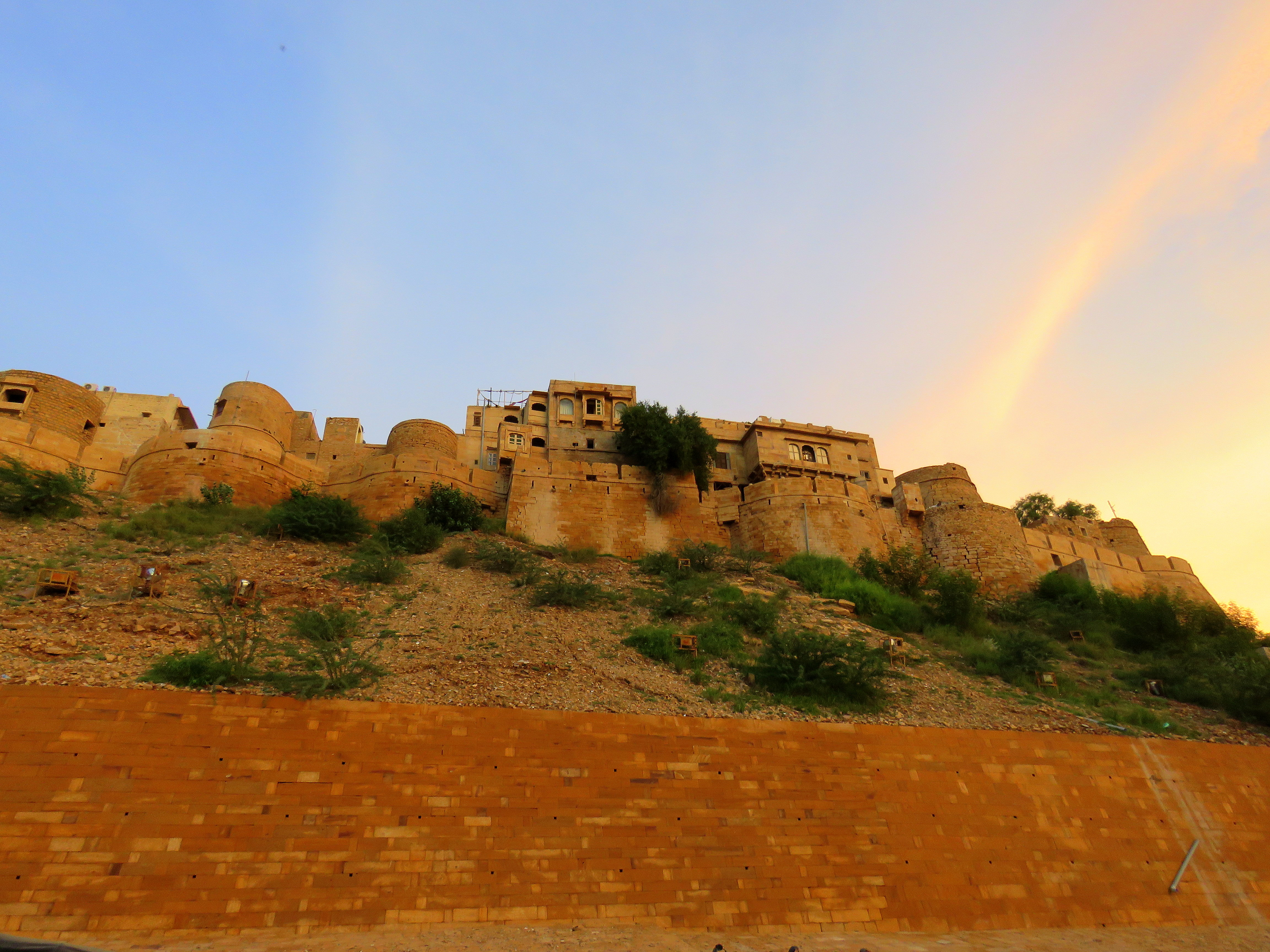
Vista nocturna del fuerte
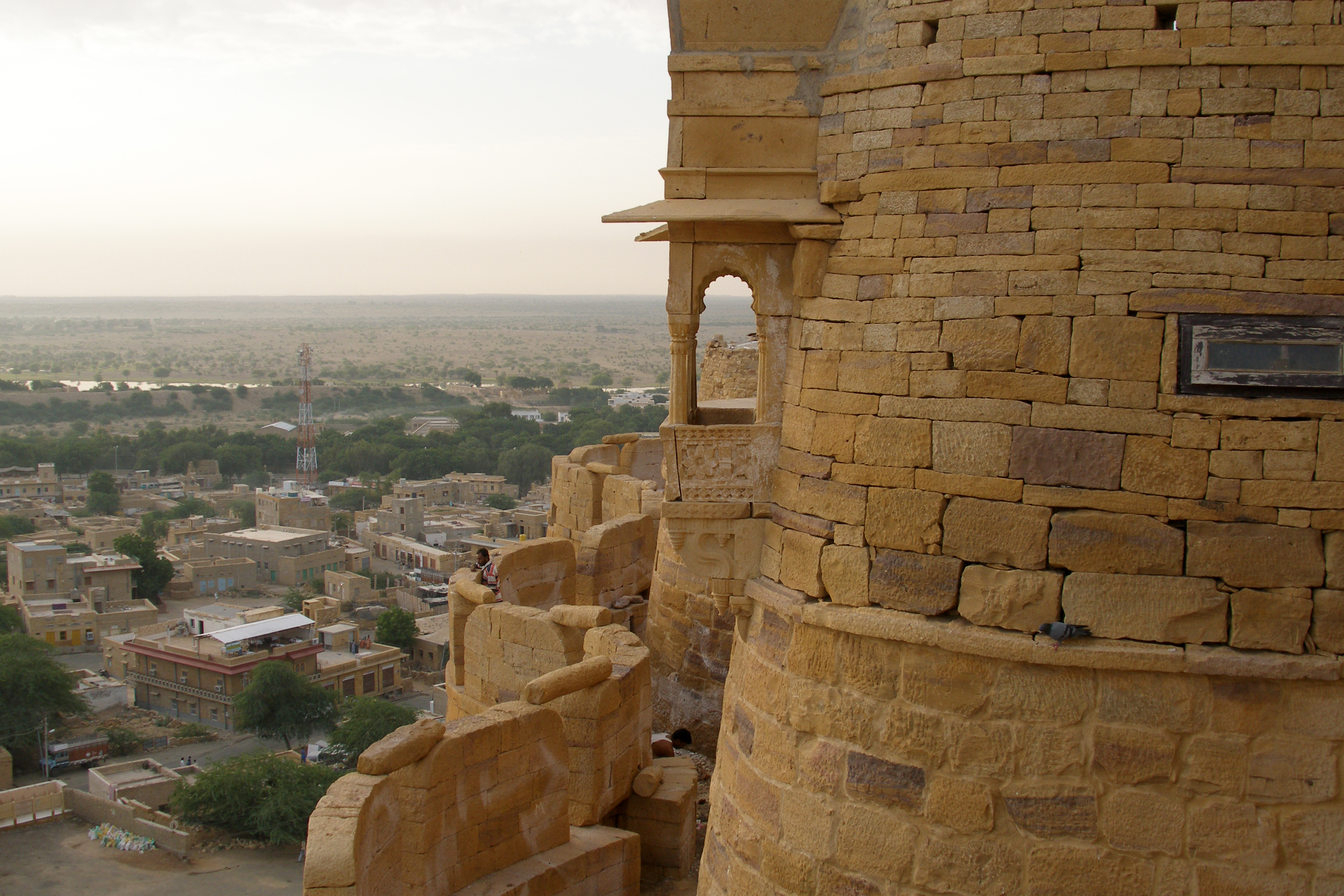
Murallas y la ciudad
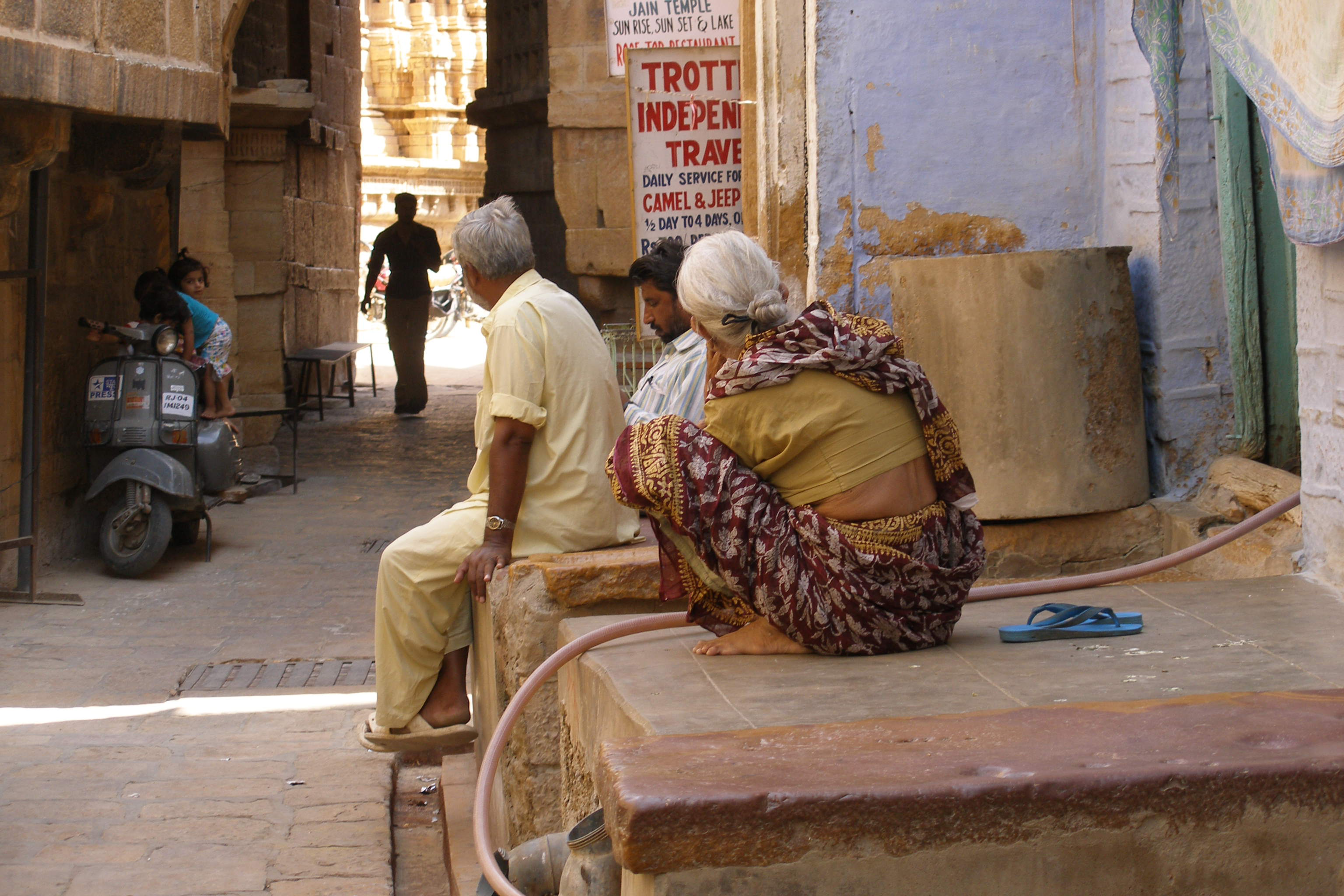
Entrada del fuerte
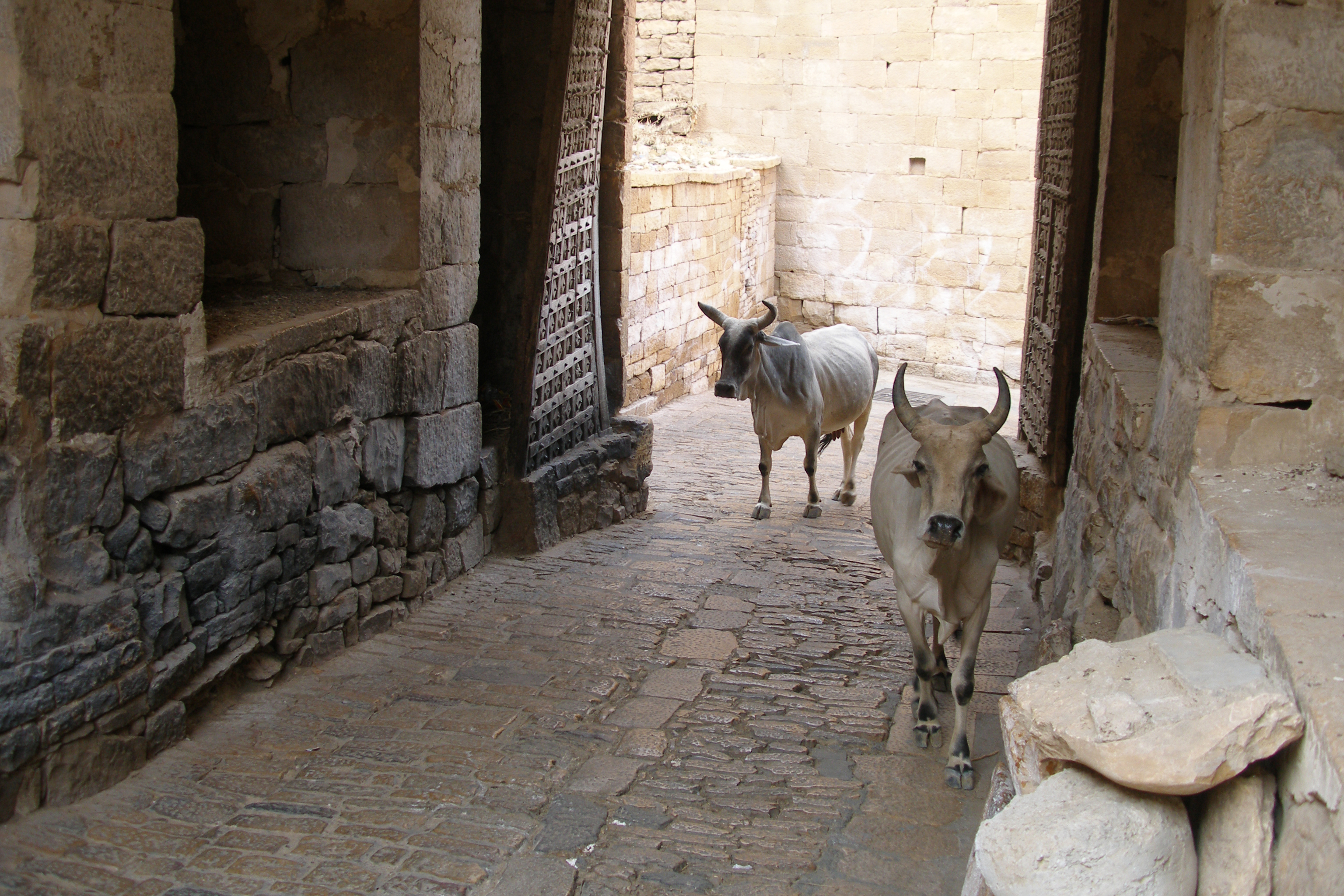
Vacas en el pasaje principal
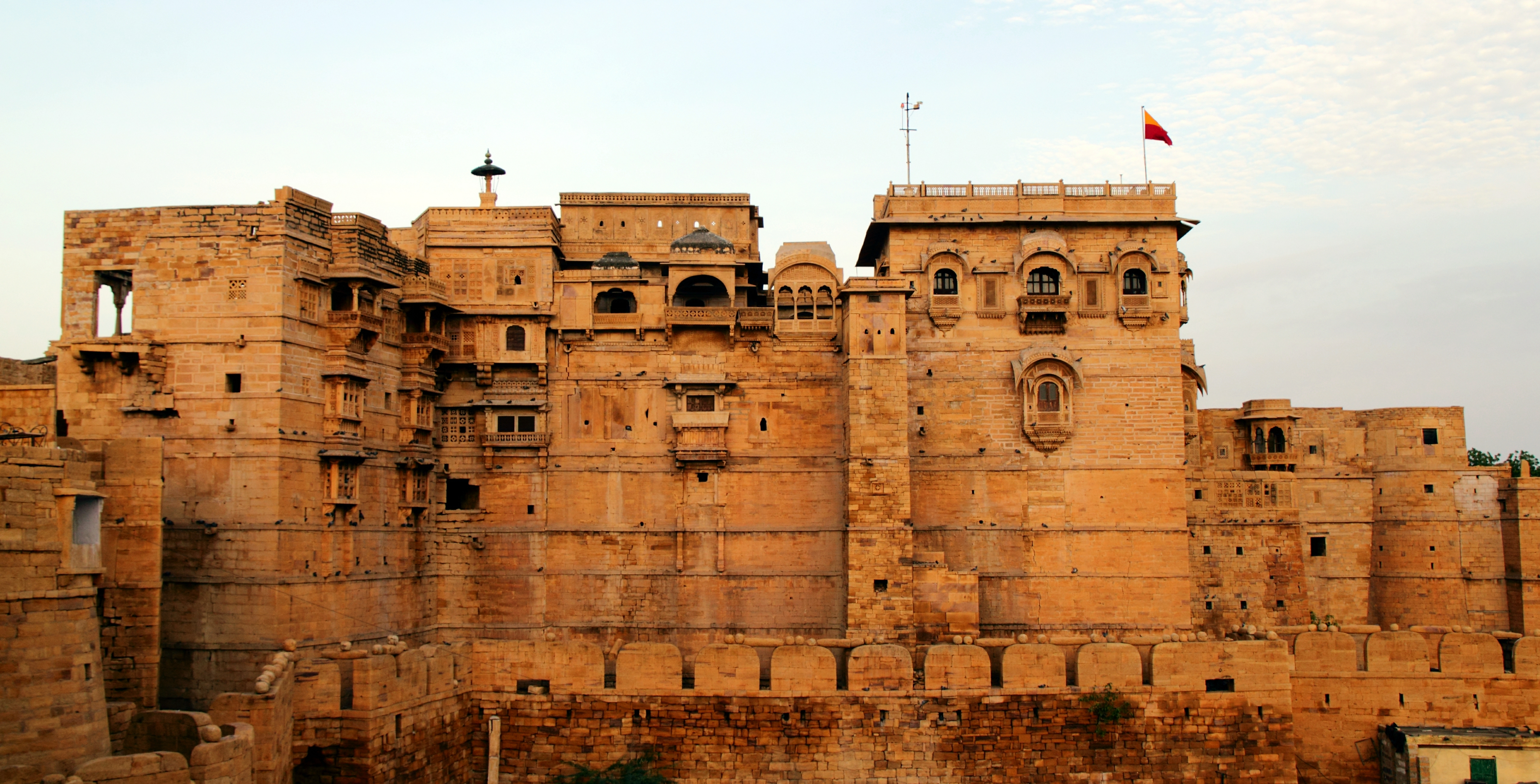
Palacio del Fuerte
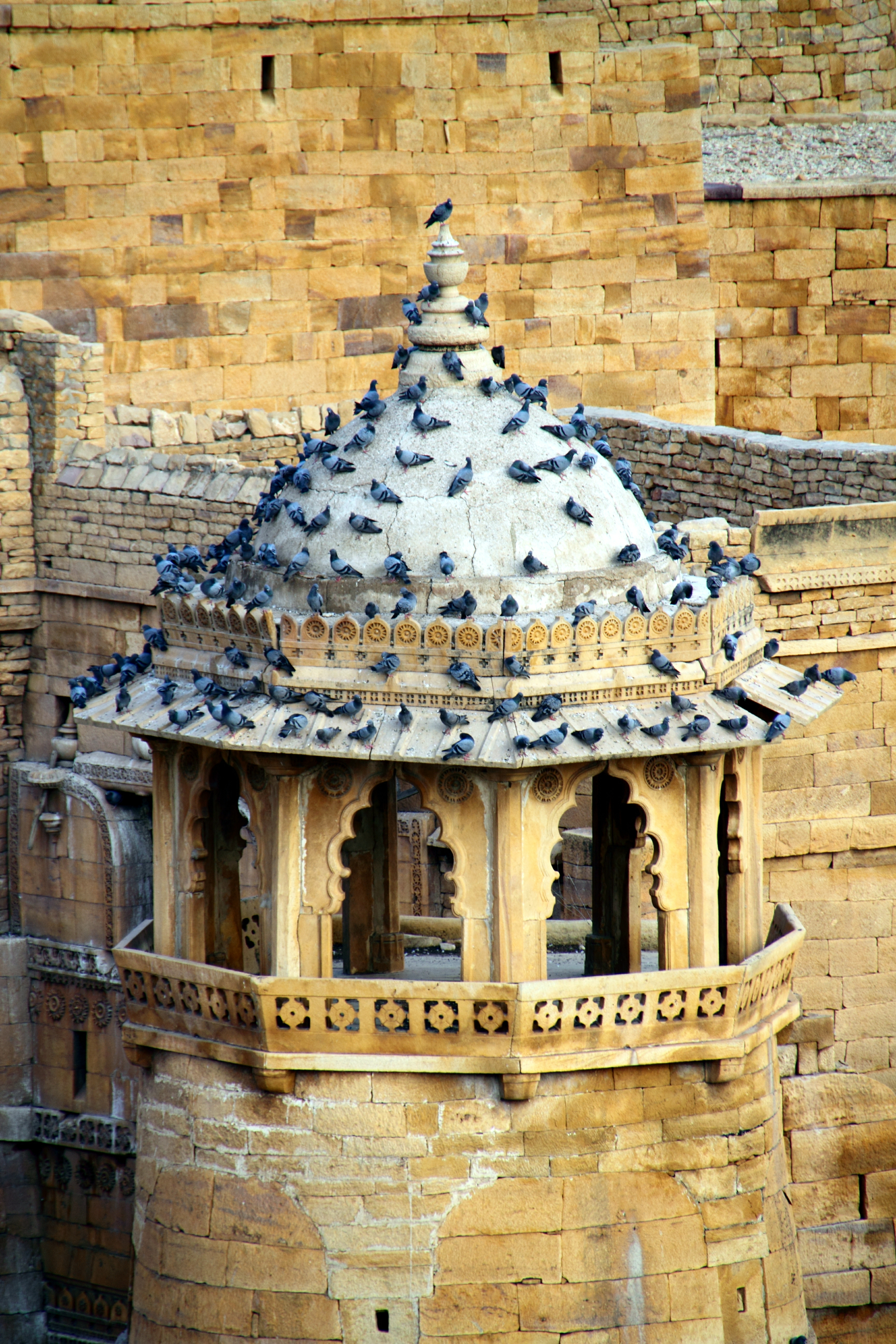
Jerarquía
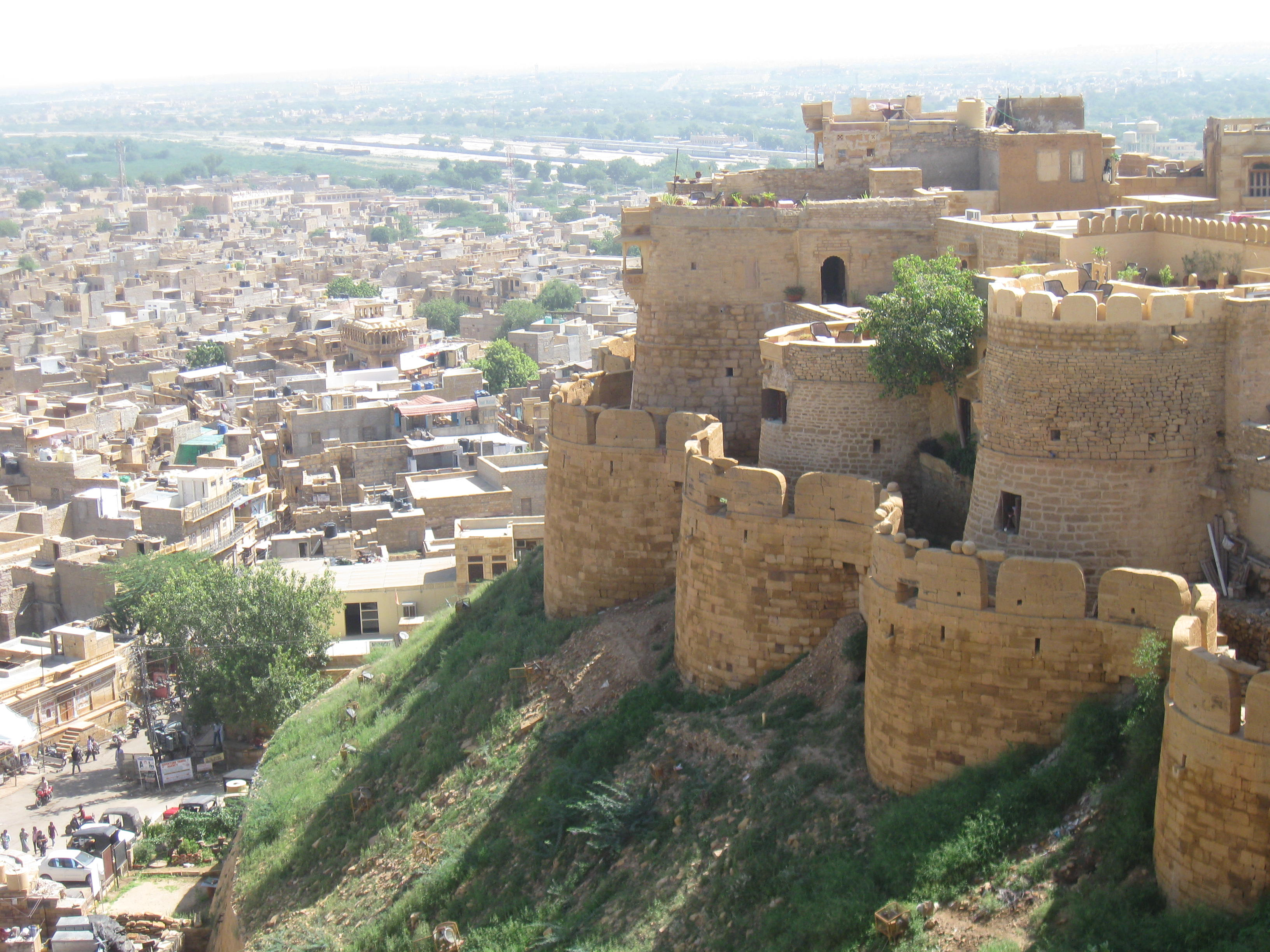
Fuerte y ciudad de Jaisalmer
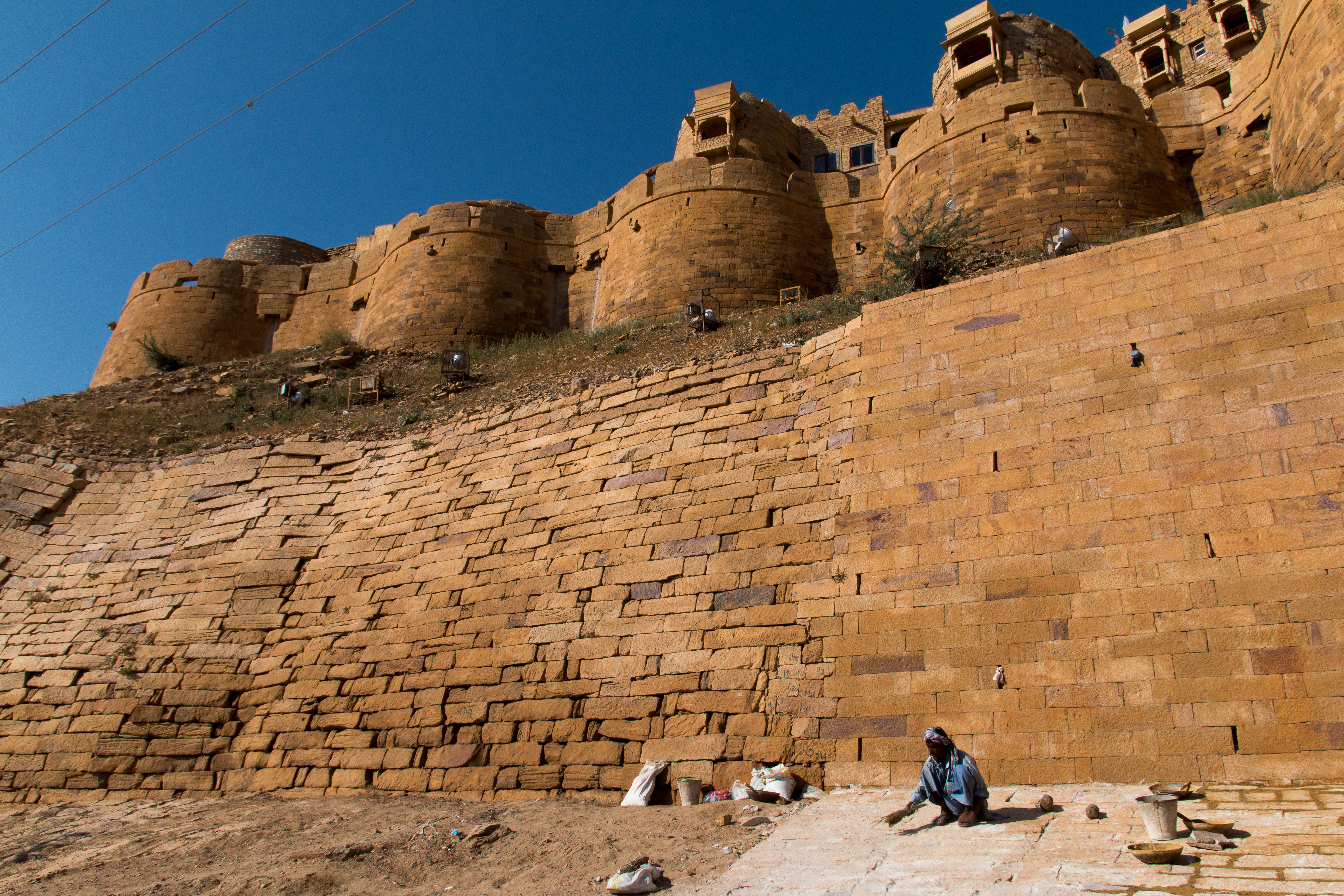
Ciudadela de Jaisalmer
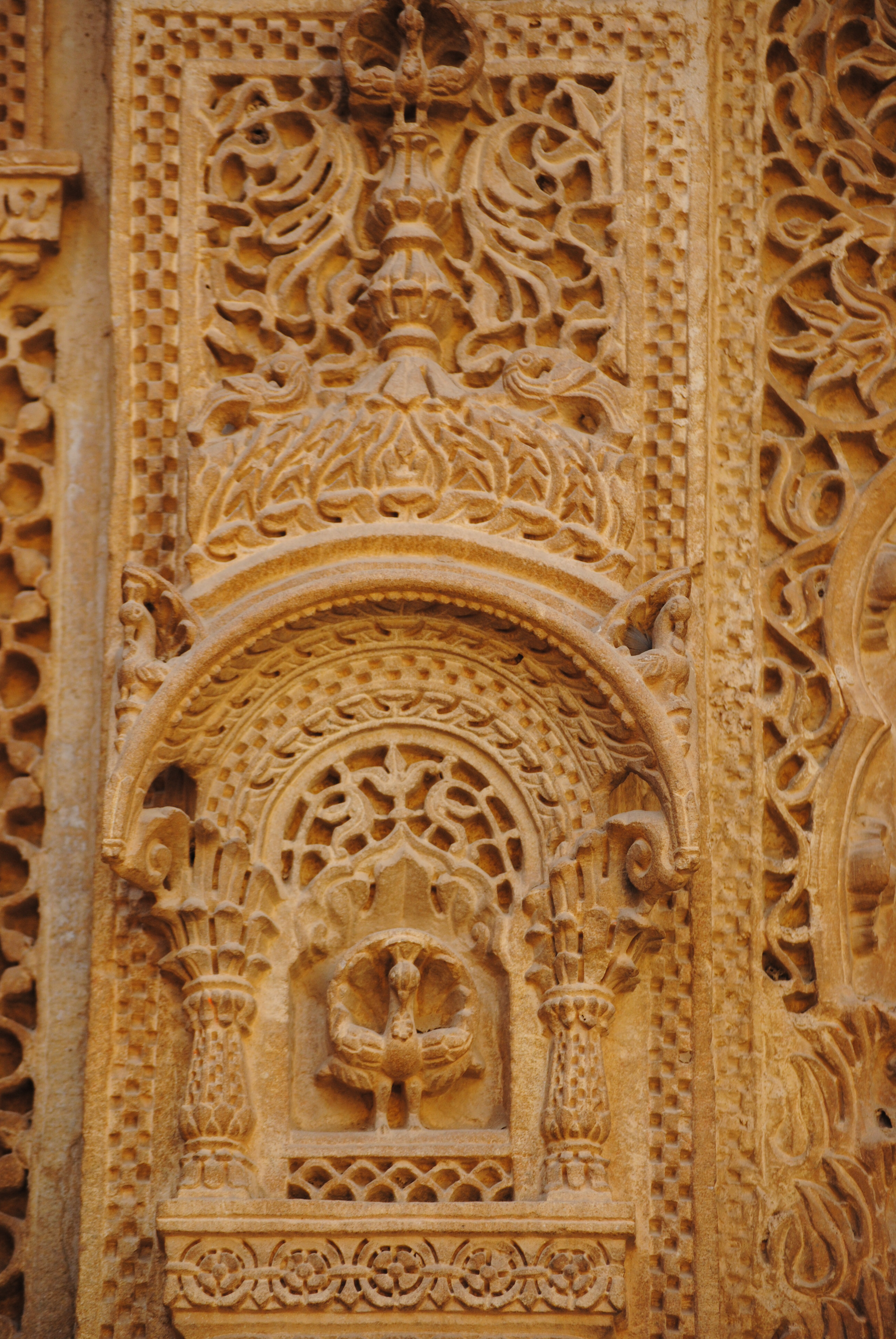
Tallas en el fuerte
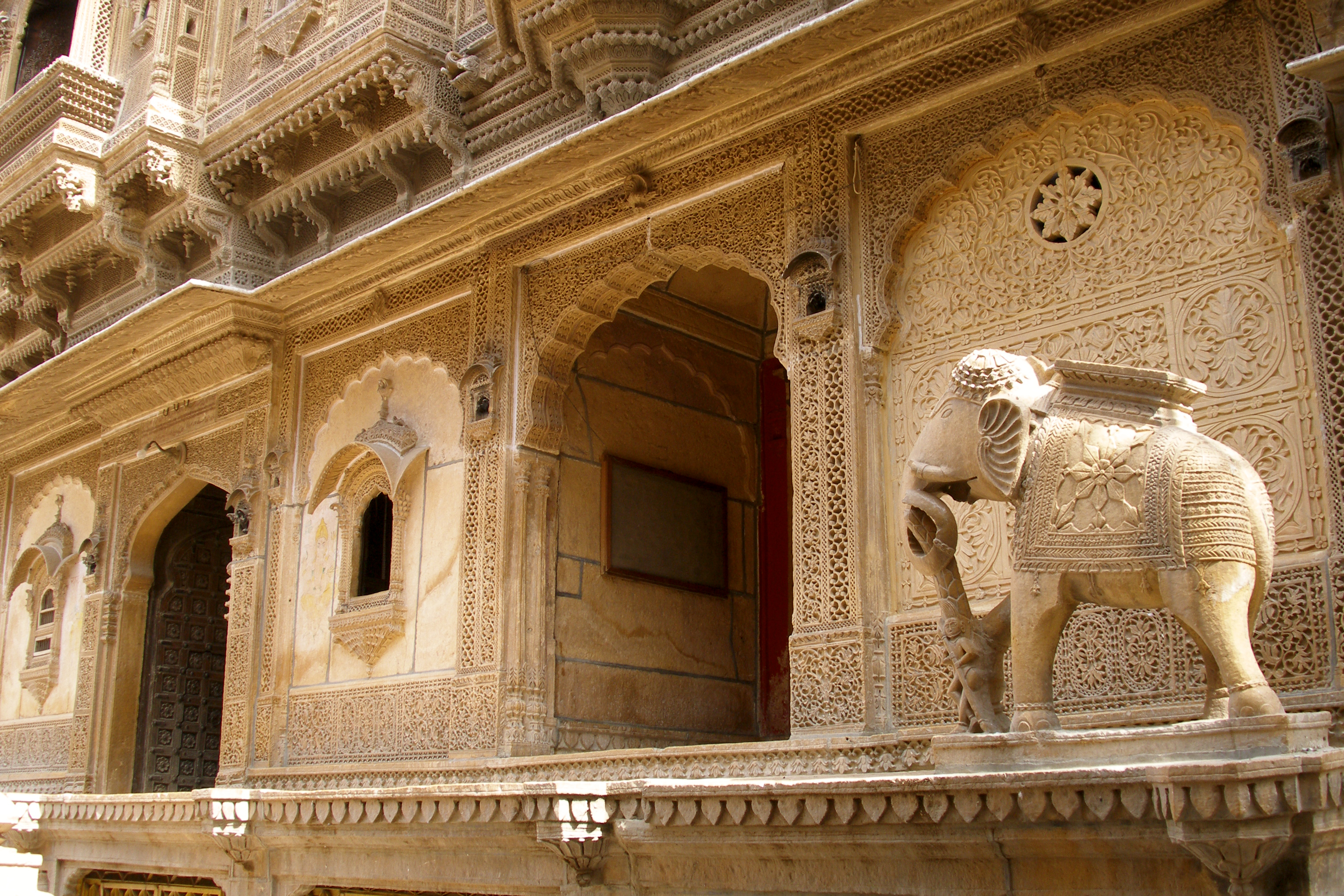
Arte haveli